# Нижегородский железнодорожный музей
Музей паровозов — музей в посёлке Сортировочный в Канавинском районе Нижнего Новгорода. В коллекции музея имеется 15 экземпляров паровозов, выпущенных в России, СССР, Швеции и Германии в первой половине XX века. Музей находится возле железной дороги Нижний Новгород — Москва, в 200 метрах западнее от платформы «Нижний Новгород-Сортировочный».

## История
Музей истории Горьковской железной дороги был создан в 1967 году в небольшой комнате депо станции Горький-Сортировочный. Там хранились макеты, созданные рабочими предприятий железнодорожного узла, а также фотографии для экспозиций, повествующих о деле железнодорожников. В 2013 году часть экспонатов музея была перемещена в здание бывшего Дома культуры железнодорожников Нижнего Новгорода.
Экспонаты, расположенные под открытым небом, появились там далеко не сразу после открытия исторической части музея. В 1993 году появились первые 4 экспоната. К 1996 их стало 15. Коллекция экспонатов пополняется и сегодня. Идея пришла Омари Хасановичу Шарадзе, который стал начальником Нижегородской ЖД после распада СССР.
В 2015 году музей пополнился тепловозом ТУ7А, с двумя пассажирскими вагонами ПВ40, двумя пассажирскими вагонами, двумя двухосными цистернами, тремя нормальными товарными вагонами (НТВ).

## Как добраться
- От станции метро «Канавинская», троллейбус № 25 до остановки «Улица Архангельская».
- Автобусы № 17, № 48 и № т93 до остановки «Станция „Сортировочная“».
- От станции «Н. Новгород-Московский» электропоездом до станции «Н. Новгород-Сортировочный».

## Коллекция
- Паровозы

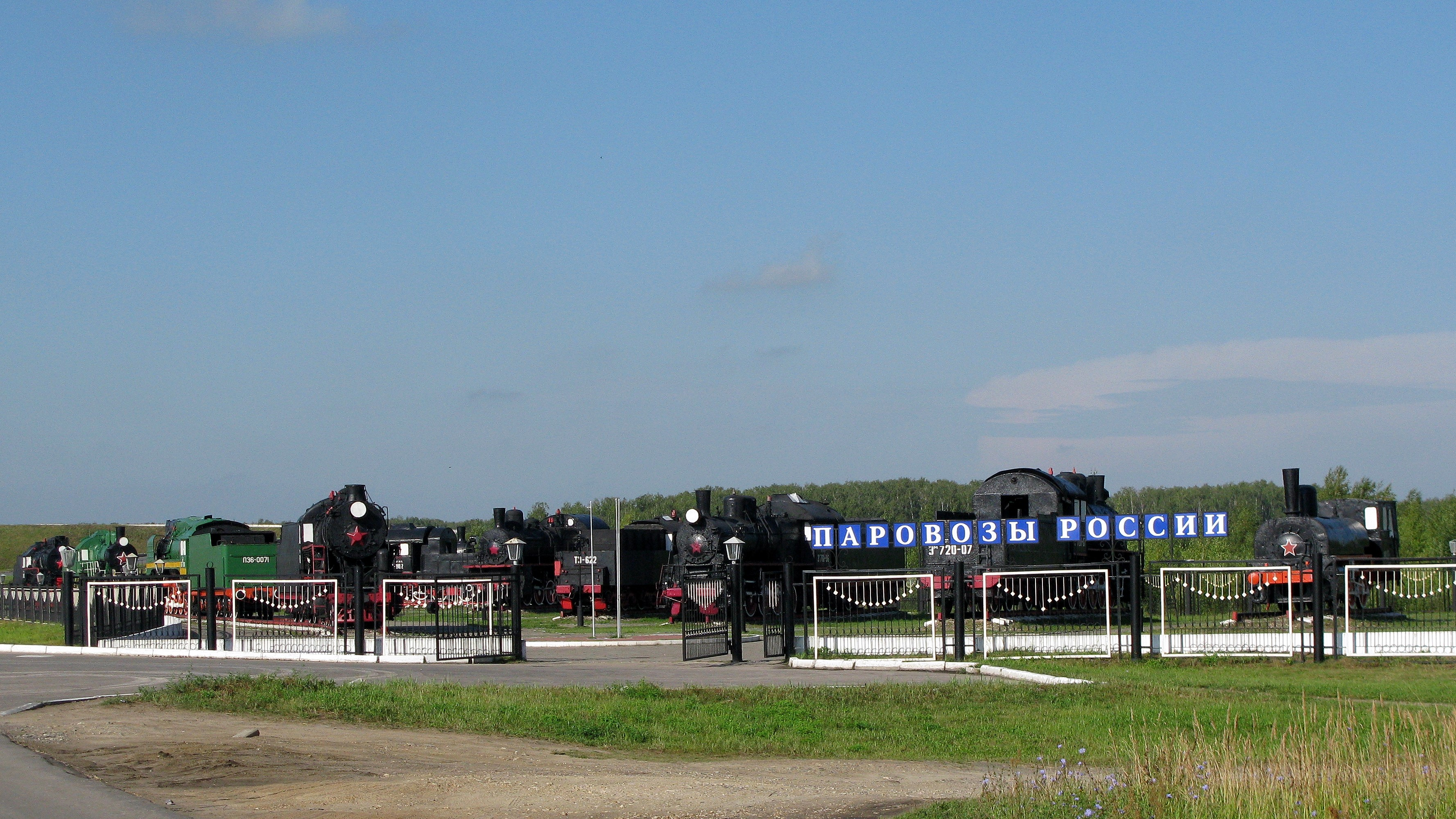
Вход в музей. 2014 год.

  1. ЬВН−9773 — Начало XX века, Санкт-Петербург
  2. ЭМ-720-07 — 1931—1935 года — Луганск, Харьков, Сормово, Брянск
  3. ЭР−761-96
  4. ТЭ-622 — Германия
  5. ЭН−1
  6. Э-1112 — с 1912 года — Харьков, Коломна, Брянск, Сормово
  7. ЭУ−684-52 — с 1926 года — Харьков, Коломна, Брянск, Сормово, Ворошиловград
  8. ЭШ−4452 — 1922—1924 годы — Швеция, завод Nydqvist&HolmAB (NOHAB, г. Трольхеттан)
  9. ЭГ−5239 — 1921 год, Германия, завод Henschel-Werke, г. Кассель
  10. 9П-18430 — 1935—1957 годы — Коломна, Муром
  11. СО17-2956
  12. ЛВ-0225 — 1952—1956 годы — Ворошиловград
  13. СУ253-33 — 1947—1951 годы — завод «Красное Сормово»
  14. П36-0071 — 1950—1956 — Коломна
  15. Л-0818 — 1945—1955 годы — Коломна, Брянск, Ворошиловград
- Тепловозы
  1. ТУ7А-2895 — с 1971 года — Камбарский машиностроительный завод.
- Автомотрисы
  1. РА2-0001 модели 731.55 — 2005 год — Мытищи, завод Метровагонмаш